# Jeufosse
Cet article possède un paronyme, voir Geffosses.
Jeufosse est une ancienne commune française située dans le département des Yvelines en région Île-de-France, devenue le 1er janvier 2019 une commune déléguée au sein de la commune nouvelle de Notre-Dame-de-la-Mer,.
Ses habitants sont appelés les Jeufossois.

## Géographie

### Situation

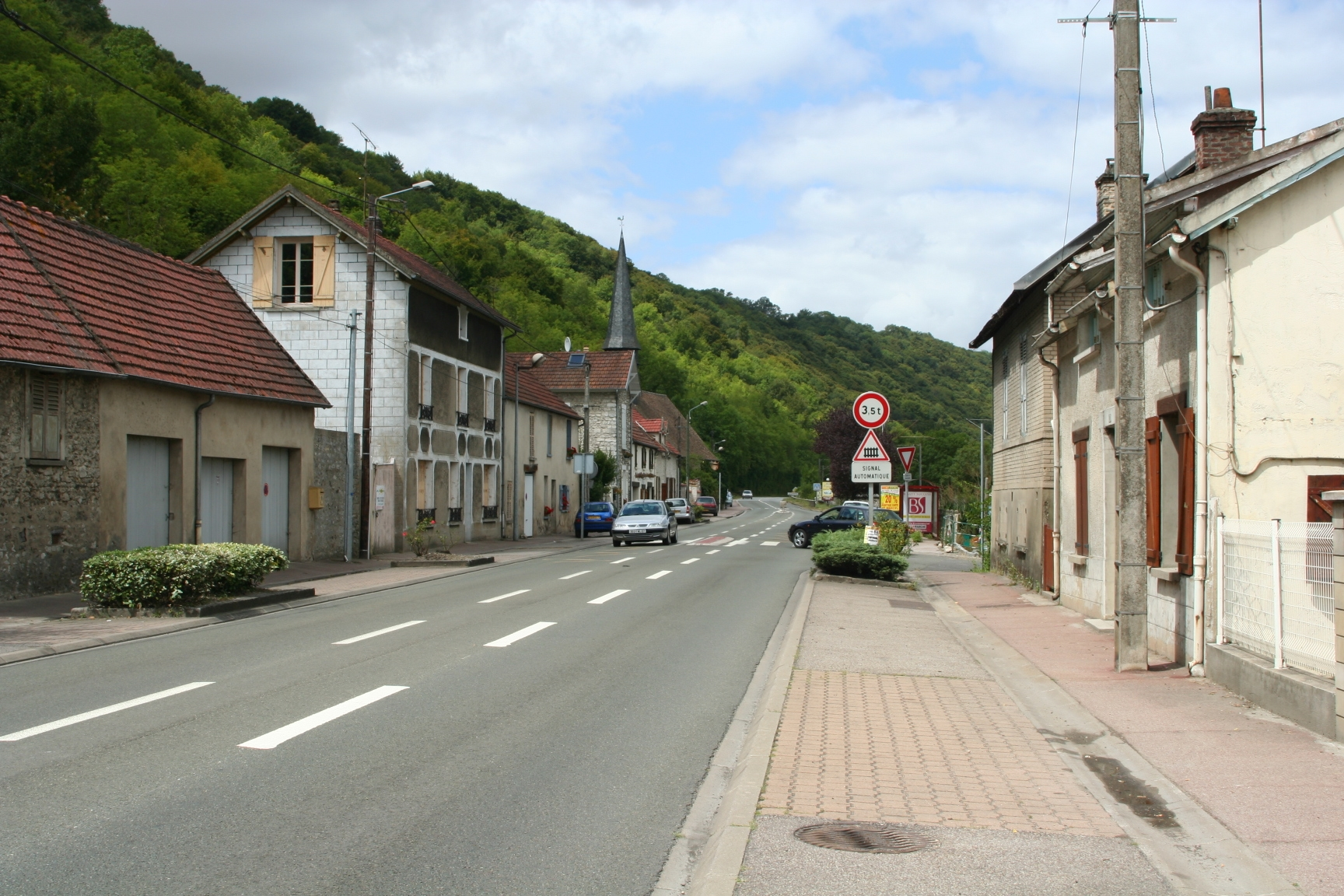
La rue principale à Jeufosse

Jeufosse est riveraine de la Seine située sur la rive gauche du fleuve, dans le nord-ouest des Yvelines, à l'ouest de Bonnières-sur-Seine et à 16 km environ à l'ouest de Mantes-la-Jolie, sous-préfecture, et à 57 km environ au nord-ouest de Versailles, préfecture du département.
L'île de la Flotte, partagée entre Jeufosse et Bennecourt, sépare Jeufosse de Limetz-Villez.

### Hydrographie
Jeufosse est bordée du côté rive gauche de la Seine par un bras étroit longeant l'île de la Flotte et prolongée par l'île de la Merville. Le bras de fleuve est au plus large de 40 m, au niveau du seul bâtiment repérable sur l'île de la Flotte. Le rivage de la commune de Jeufosse s'étend sur environ 2,9 km.

### Territoire
Le territoire s'étend sur le plateau dominant la Seine ainsi qu'une bande étroite le long de la rive sud du fleuve, la partie en pente entre les deux formant un vaste talus boisé.
Il comprend plusieurs hameaux dont la Haie de Béranville, les Coursières, les Coutumes, Notre-Dame-de-la-Mer.

### Infrastructures

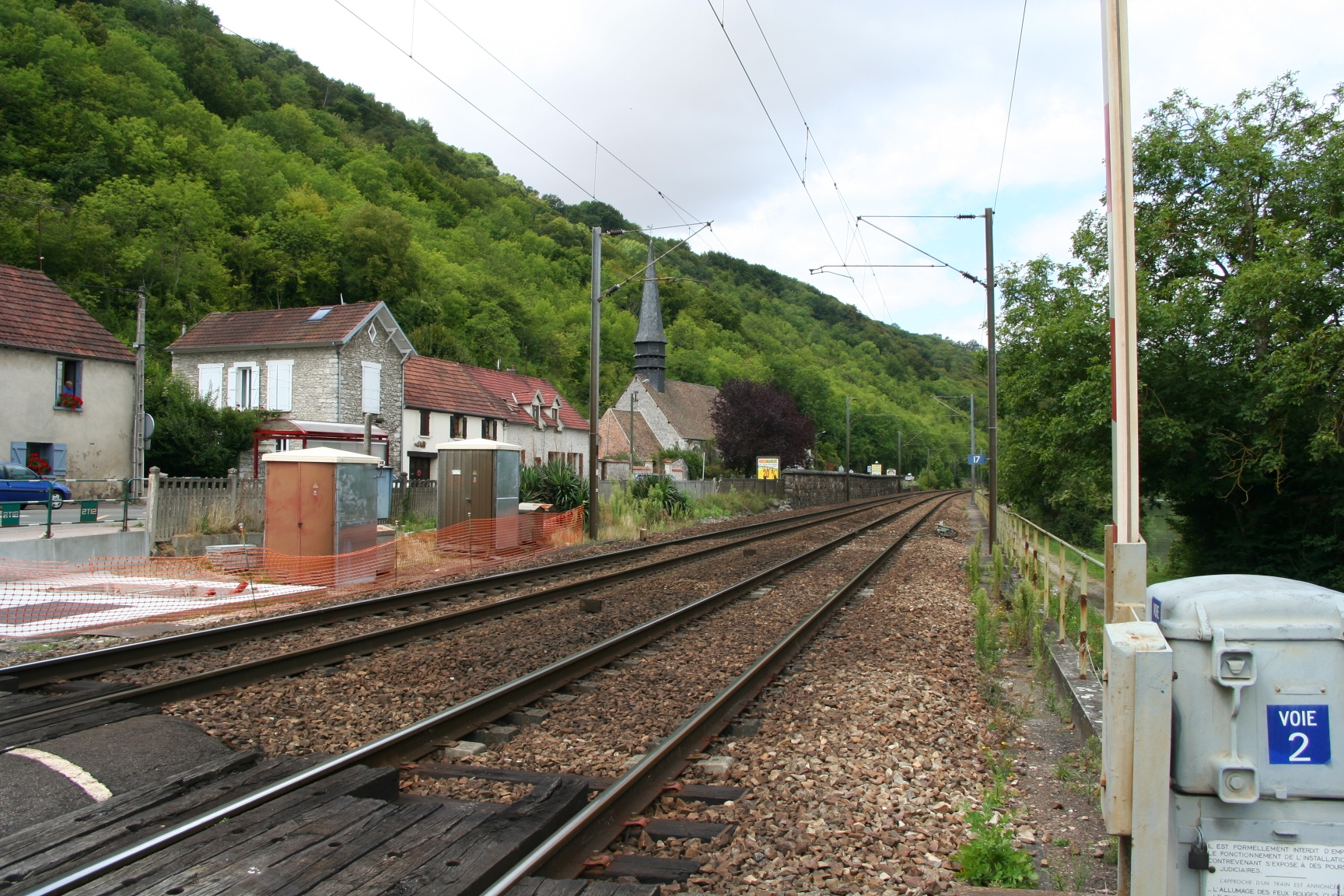
La ligne Paris-Le Havre à la traversée de Jeufosse.

La desserte routière est assurée par les routes départementales D 113 D 915.
La ligne de chemin de fer Paris-Le Havre, ligne électrifiée à deux voies, traverse le village, mais sans gare ni halte.

### Occupation des solssimplifiée
Le territoire de la commune se compose en 2017 de 82,43 % d'espaces agricoles, forestiers et naturels, 3,51 % d'espaces ouverts artificialisés et 14,05 % d'espaces construits artificialisés.

### Climat
Le climat à Jeufosse est un climat tempéré de type océanique dégradé caractéristique de celui de l'Île-de-France. Les températures moyennes s'échelonnent entre 2 et 5 °C en hiver (janvier) et 14 et 25 °C en été (juillet). La pluviométrie moyenne, relativement basse, s'établit à environ 600 mm par an. Les mois les plus pluvieux vont d'octobre à janvier.

## Toponymie

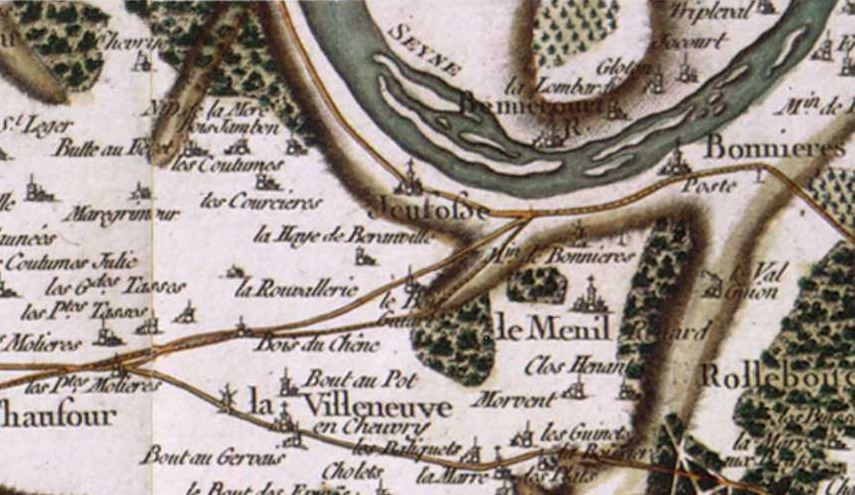
Carte de Jeufosse au XVIIIe siècle (extrait de la carte de Cassini).

Le nom de la localité est attesté sous les formes Fossa Givaldi au IXe siècle,, Guioltfossa (sans date), Giboufouse au XIIIe siècle, Giefosse en 1382, Gieufosse en 1420.
Ce toponyme est issu de l'anthroponyme  germanique Givaldus (comprendre Givald) / Givoldus et du latin fossa « fosse, fossé », (comprendre gallo-roman FOSSA). Le nom Jeufosse semble donc signifier littéralement « fosse de Givald[us] / Givold[us] » ou en français « fosse de Gévaud / Gévoud ». Le nom de personne germanique Givaldus / Givoldus est peu fréquent et semble se retrouver dans plusieurs Jeufosse, Geffosses (Manche, Givolli fossa 1084, Guiofossa vers 1160, Gifvofosse, sans date), Géfosse (Calvados, Guioldfosse 1160) et un Givoldi fossa attesté à Abbeville (Somme) au Moyen Âge, mais aussi par ailleurs dans un composé en Mont-, à savoir Montjavoult (Oise, de Monte Geuvoldi 1157). L'élément -fosse peut être pris dans son sens médiéval de « mouillage », puisque tous les lieux concernés sont situés le long d'un cours d'eau important ou au bord de la mer.

## Histoire
Le site est occupé depuis l'époque néolithique.
Au IXe siècle, les îles de la Seine devant Jeufosse deviennent un repaire pour les Vikings qui effectuent des raids sur le fleuve en amont, notamment l'île de la Flotte. En 965, une nouvelle expédition scandinave débarque à Jeufosse et ravage le comté de Chartres, à la suite du veuvage de la mère de Richard Ier de Normandie, Liutgarde de Vermandois, et son remariage avec Thibaud le Tricheur, comte de Chartres. Le couple souhaitait récupérer le duché de Normandie et s'était allié avec le roi des Francs, Lothaire et Arnould de Flandres.
Le terroir fut rattaché à la seigneurie de Blaru jusqu'à la Révolution.

## Politique et administration

### Administration municipale

#### Administration actuelle
| Période      | Période  | Identité     | Étiquette | Qualité |
| ------------ | -------- | ------------ | --------- | ------- |
| janvier 2019 | En cours | Arlette Huan |           |         |

#### Administration ancienne
| Période                                  | Période       | Identité     | Étiquette | Qualité |
| ---------------------------------------- | ------------- | ------------ | --------- | ------- |
| Les données manquantes sont à compléter. |               |              |           |         |
| 1995                                     | 2001          | Arlette Huan |           |         |
| mars 2001                                | 2008          | Arlette Huan |           |         |
| mars 2008                                | décembre 2018 | Arlette Huan |           |         |

## Population et société

### Démographie
L'évolution du nombre d'habitants est connue à travers les recensements de la population effectués dans la commune depuis 1793. Pour les communes de moins de 10 000 habitants, une enquête de recensement portant sur toute la population est réalisée tous les cinq ans, les populations de référence des années intermédiaires étant quant à elles estimées par interpolation ou extrapolation. Pour la commune, le premier recensement exhaustif entrant dans le cadre du nouveau dispositif a été réalisé en 2005.

En 2016, la commune comptait 409 habitants, en évolution de −4,22 % par rapport à 2010 (Yvelines : +2,72 %, France hors Mayotte : +2,11 %).
| 1793 | 1800 | 1806 | 1821 | 1831 | 1836 | 1841 | 1846 | 1851 |
| ---- | ---- | ---- | ---- | ---- | ---- | ---- | ---- | ---- |
| 295  | 301  | 342  | 308  | 357  | 364  | 394  | 366  | 359  |

| 1856 | 1861 | 1866 | 1872 | 1876 | 1881 | 1886 | 1891 | 1896 |
| ---- | ---- | ---- | ---- | ---- | ---- | ---- | ---- | ---- |
| 354  | 333  | 335  | 338  | 318  | 273  | 275  | 302  | 252  |

| 1901 | 1906 | 1911 | 1921 | 1926 | 1931 | 1936 | 1946 | 1954 |
| ---- | ---- | ---- | ---- | ---- | ---- | ---- | ---- | ---- |
| 255  | 281  | 256  | 277  | 327  | 277  | 237  | 220  | 266  |

| 1962 | 1968 | 1975 | 1982 | 1990 | 1999 | 2005 | 2006 | 2010 |
| ---- | ---- | ---- | ---- | ---- | ---- | ---- | ---- | ---- |
| 272  | 229  | 267  | 250  | 297  | 346  | 421  | 429  | 427  |

| 2015 | 2016 | - | - | - | - | - | - | - |
| ---- | ---- | - | - | - | - | - | - | - |
| 415  | 409  | - | - | - | - | - | - | - |

### Pyramide des âges en 2007
| Hommes | Classe d’âge | Femmes |
| ------ | ------------ | ------ |
| 0,5    | 90 ans ou +  | 0,5    |
| 1,9    | 75 à 89 ans  | 3,7    |
| 9,2    | 60 à 74 ans  | 7,0    |
| 23,2   | 45 à 59 ans  | 21,5   |
| 26,1   | 30 à 44 ans  | 23,4   |
| 17,9   | 15 à 29 ans  | 18,2   |
| 21,3   | 0 à 14 ans   | 25,7   |

| Hommes | Classe d’âge | Femmes |
| ------ | ------------ | ------ |
| 0,3    | 90 ans ou +  | 0,9    |
| 4,3    | 75 à 89 ans  | 6,6    |
| 11,2   | 60 à 74 ans  | 11,6   |
| 20,3   | 45 à 59 ans  | 20,7   |
| 22,1   | 30 à 44 ans  | 21,5   |
| 19,9   | 15 à 29 ans  | 18,9   |
| 21,9   | 0 à 14 ans   | 19,8   |

La population de la commune est relativement jeune. Le taux de personnes d'un âge supérieur à 60 ans (11,4 %) est en effet inférieur au taux national (21,6 %) et au taux départemental (17,5 %).
À l'instar des répartitions nationale et départementale, la population féminine de la commune est supérieure à la population masculine. Le taux (50,8 %) est du même ordre de grandeur que le taux national (51,6 %).
La répartition de la population de la commune par tranches d'âge est, en 2007, la suivante :
- 49,2 % d’hommes (0 à 14 ans = 21,3 %, 15 à 29 ans = 17,9 %, 30 à 44 ans = 26,1 %, 45 à 59 ans = 23,2 %, plus de 60 ans = 11,6 %) ;
- 50,8 % de femmes (0 à 14 ans = 25,7 %, 15 à 29 ans = 18,2 %, 30 à 44 ans = 23,4 %, 45 à 59 ans = 21,5 %, plus de 60 ans = 11,2 %).

## Économie
- Grande culture, maraîchage, élevage.
- Une partie de la zone industrielle de Bonnières-sur-Seine, en bordure de Seine, se trouve sur son territoire.

## Culture locale et patrimoine

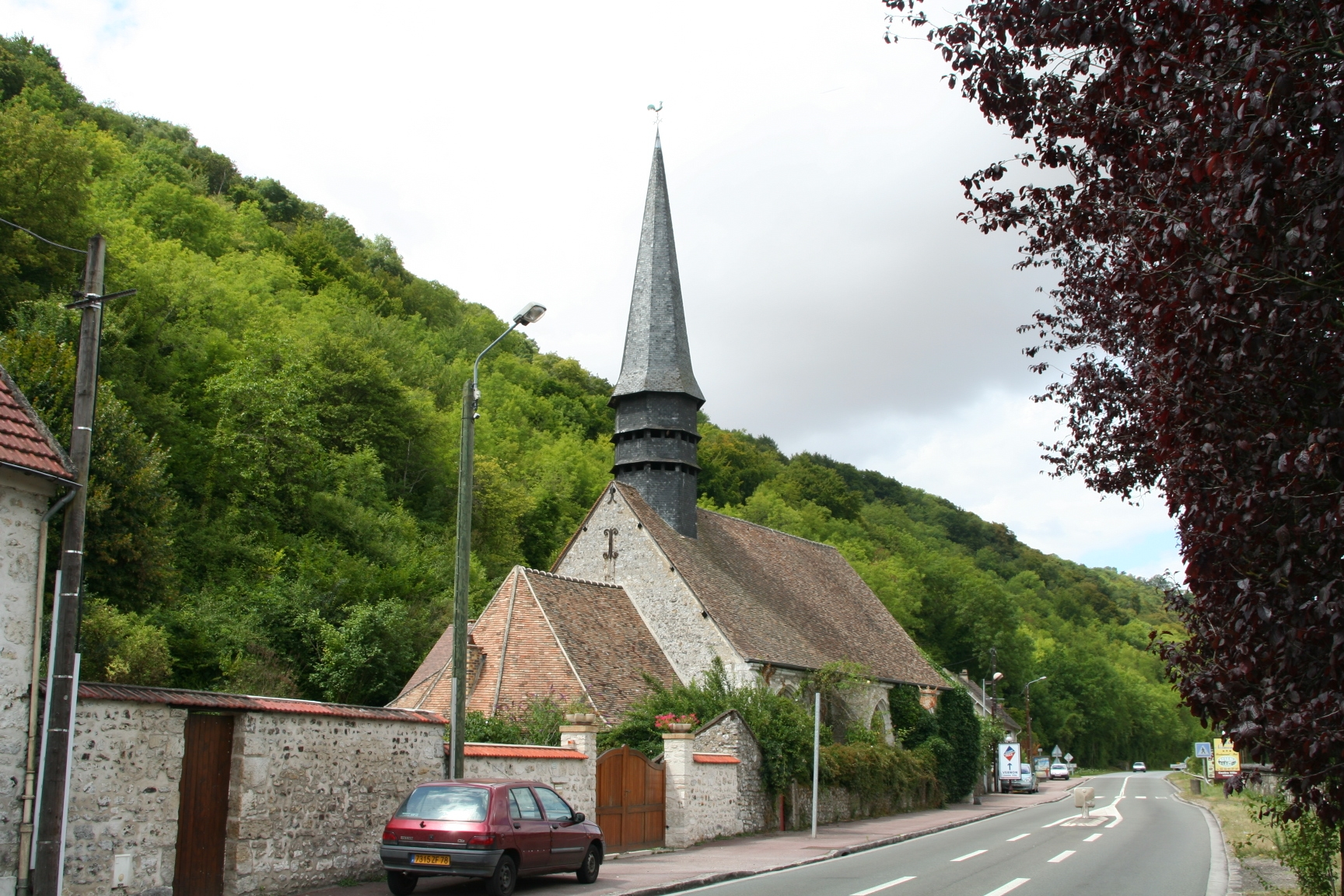
Église Saint-Germain-de-Paris.

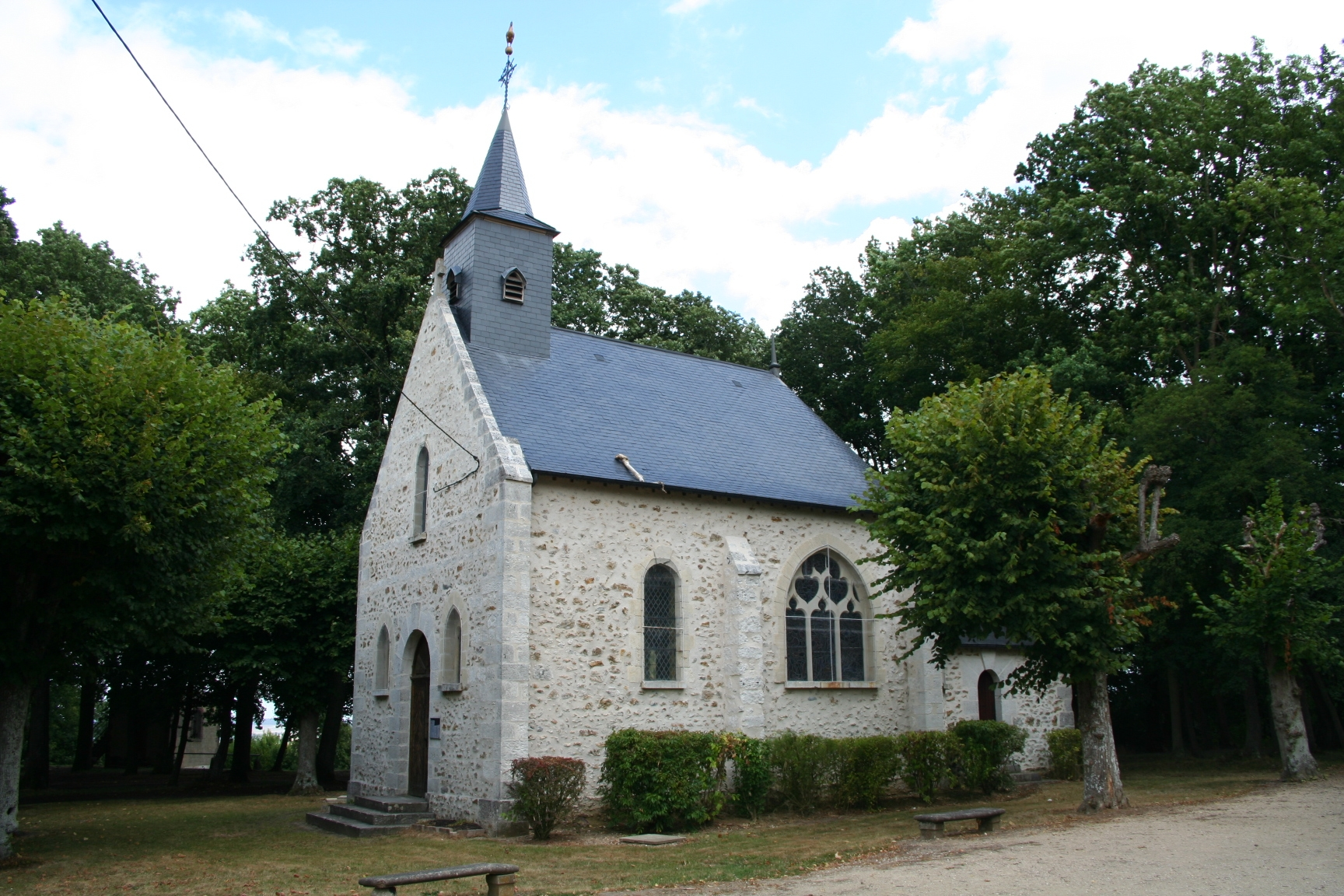
Chapelle Notre-Dame-de-la-Mer.

### Patrimoine architectural
- Église Saint-Germain-de-Paris.

Ancienne église inscrite aux MH par arrêté du 19 juin 1926. Elle fut immortalisée en 1893 par Claude Monet dans son œuvre "L'Eglise de Jeufosse, temps de neige".
- Église Notre-Dame-de-la-Mer.

Ancienne chapelle devenue église paroissiale, construite en pierre calcaire et moellons de silex, portant un clocheton carré au-dessus de l'entrée. L'édifice actuel date de 1855.  C'est un lieu de pèlerinage consacré à la Vierge Marie.

### Patrimoine naturel
- Les coteaux de la Seine de Jeufosse à Port-Villez.

Ils représentant au total une centaine d'hectares, sont inclus dans le site Natura 2000 des « Coteaux et Boucles de la Seine » (code FR1100797). Il s'agit de coteaux en pente raide sur substrat de craie blanche à silex et talus d'éboulis, excluant du fait de la pente pratiquement toute activité humaine, couverts d'une forêt de pente ou de ravin avec la présence d'espèces submontagnardes.